# 河口镇 (如东县)
河口镇，是中华人民共和国江苏省南通市如东县下辖的一个乡镇级行政单位。

## 行政区划
河口镇下辖以下地区：
花园头社区、立新桥社区、十里桥村、中天村、关口村、龙坝村、零河村、荷园村、小零村、烈士陵村、太阳庙村、双港村和锦成村。